# 아현동
아현동(阿峴洞)은 서울특별시 마포구의 행정동, 법정동이다. 아현뉴타운을 통해 재개발되었다. 현재 동장은 김종오이다.

## 역사
조선시대에는 한성부 서부 반송방 아현계(阿峴契)·차자리계(車子里契)·권정승계(權政丞契)였다. 1914년 경기도 고양군 용강면(龍江面) 아현리(阿峴里)로 되었고, 1936년 경성부 아현정(阿峴町)으로 바뀌었다. 1943년 6월 1일 서대문구로 편입되었다. 1944년 10월 23일 마포구로 편입되었다.
1946년 10월 1일 아현동으로 이름이 바뀌었다. 1955년 4월 18일 행정동 아현1,2,3,4동으로 분리하였고, 1970년 5월 18일 아현4동을 폐지하였으며, 2007년 1월 2일에는 아현2,3동을 아현2동으로 통합하였다. 2008년 1월 7일 아현2동과 공덕2동을 아현동으로 통합하였다.

## 법정동
- 공덕동
- 아현동
- 염리동

## 교육
- 소의초등학교
- 아현초등학교
- 아현중학교
- 아현산업정보학교
- 한세사이버보안고등학교

## 종교 시설
- 정교회 성 니콜라스 대성당

## 사건
- 아현동 도시가스 폭발 사고

## 교통
- 도시철도 : 서울 지하철 2호선 아현역

## 아파트
| 단지명               | 건설사                            | 시행사                             | 주소                                  | 입주        | 비고               |
| -------------------- | --------------------------------- | ---------------------------------- | ------------------------------------- | ----------- | ------------------ |
| 마포 래미안 푸르지오 | 대우건설 삼성물산㈜ 건설부문      | 아현3구역 주택재개발정비사업조합   | 마포구 마포대로 195 (아현동)          | 2014년 10월 | 아현3구역 재개발   |
| 마포 더 클래시       | 현대산업개발 ㈜에스케이에코플랜트 | 아현2구역 주택재건축정비사업조합   | 마포구 신촌로28길 50 (1단지) (아현동) | 2022년 12월 | 아현2구역 재건축   |
| 마포 더 클래시       | 현대산업개발 ㈜에스케이에코플랜트 | 아현2구역 주택재건축정비사업조합   | 마포구 신촌로28길 8 (2단지) (아현동)  | 2022년 12월 | 아현2구역 재건축   |
| 마포 센트럴 아이파크 | 현대산업개발                      | 아현1-3구역 주택재개발정비사업조합 | 마포구 마포대로 246 (공덕동)          | 2017년 11월 | 아현1-3구역 재개발 |
| 공덕자이             | ㈜지에스건설                      | 아현4구역 주택재개발정비사업조합   | 마포구 마포대로24길 16 (공덕동)       | 2015년 4월  | 아현4구역 재개발   |